# Reza Szahroudi
Reza Szahroudi (per. رضا شاهرودی, ur. 21 lutego 1972 w Teheranie) – irański piłkarz grający na pozycji lewego pomocnika.

## Kariera klubowa
Szahroudi pochodzi z Teheranu. Karierę zawodniczą rozpoczął również w tym mieście, w jednym z najbardziej utytułowanych zespołów w Iranie, Persepolis Teheran. W 1992 roku zadebiutował w jego barwach w irańskiej pierwszej lidze, a w 1993 roku dotarł do finału Pucharu Zdobywców Pucharów Azji oraz wywalczył wicemistrzostwo Iranu. W 1994 roku także został wicemistrzem kraju, a w 1996 i 1997 dwukrotnie z rzędu sięgnął po tytuł mistrzowski.
W 1998 roku Szahroudi wyjechał z Iranu i trafił do Europy. Przez jeden sezon występował na boiskach tureckiej Superligi w barwach Altay SK z Izmiru. Latem 1999 na sezon wrócił do Persepolis, z którym ponownie został mistrzem ligi. W 2000 roku przeszedł do chińskiego Dalian Shide, ale zaliczył tam tylko krótki epizod i już niedługo potem znów był zawodnikiem Persepolis. W 2002 roku wywalczył kolejne mistrzostwo kraju. W 2003 roku został piłkarzem Pasargad Tebriz, a ostatnim klubem w karierze Rezy był zespół Paykan FC, w którym zawodnik grał w sezonie 2005/2006.

## Kariera reprezentacyjna
W reprezentacji Iranu Szahroudi zadebiutował w 1994 roku. W 1998 roku został powołany przez Dżalala Talebiego do kadry na Mistrzostwa Świata we Francji. Tam był rezerwowym i nie wystąpił w żadnym ze spotkań grupowych. Po Mundialu przestał występować w reprezentacji, a łącznie zagrał w niej 40 razy i strzelił 5 goli.